# Catillon-sur-Sambre
Catillon-sur-Sambre ist eine französische Gemeinde mit 783 Einwohnern (Stand: 1. Januar 2022)  im Département Nord in der Region Hauts-de-France. Sie gehört zum Arrondissement Cambrai und zum Kanton Le Cateau-Cambrésis. Das Siedlungsgebiet liegt auf 153 m über Meereshöhe. Die Bewohner nennen sich Catillonais und Catillonnaises.

## Geografie
Die Gemeinde Catillon-sur-Sambre liegt am Sambre-Oise-Kanal an der Grenze zum Département Aisne, etwa 32 Kilometer südöstlich von Cambrai und 25 Kilometer südwestlich von Maubeuge. Sie grenzt im Norden an Ors, im Osten an La Groise, im Südosten an Fesmy-le-Sart, im Süden an Rejet-de-Beaulieu, im Südwesten an Mazinghien und im Westen an Bazuel. Das Gemeindegebiet ist Teil des Regionalen Naturparks Avesnois.

## Bevölkerungsentwicklung

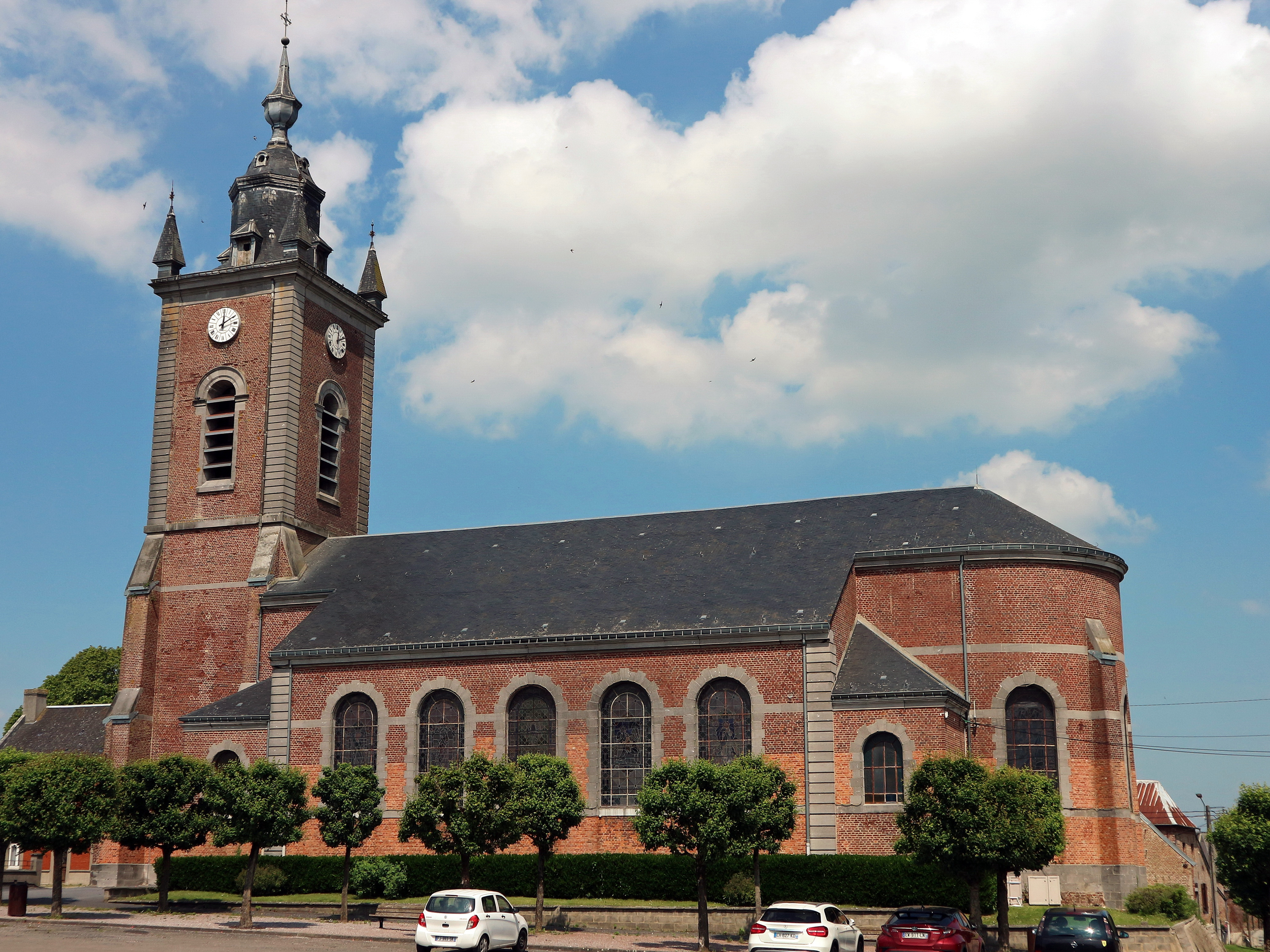
Kirche La Nativité de la Sainte Vierge

| Jahr                       | 1962 | 1968 | 1975 | 1982 | 1990 | 1999 | 2008 | 2013 | 2020 |
| Einwohner                  | 1154 | 1105 | 1096 | 1012 | 926  | 846  | 856  | 813  | 788  |
| Quellen: Cassini und INSEE |      |      |      |      |      |      |      |      |      |

## Sehenswürdigkeiten
- Kirche La Nativité de la Sainte Vierge, Neubau von 1925 nach der vollständigen Zerstörung  des Vorgängerbaus im Ersten Weltkrieg

## Wirtschaft
In Catillon-sur-Sambre wurde Quart hergestellt.

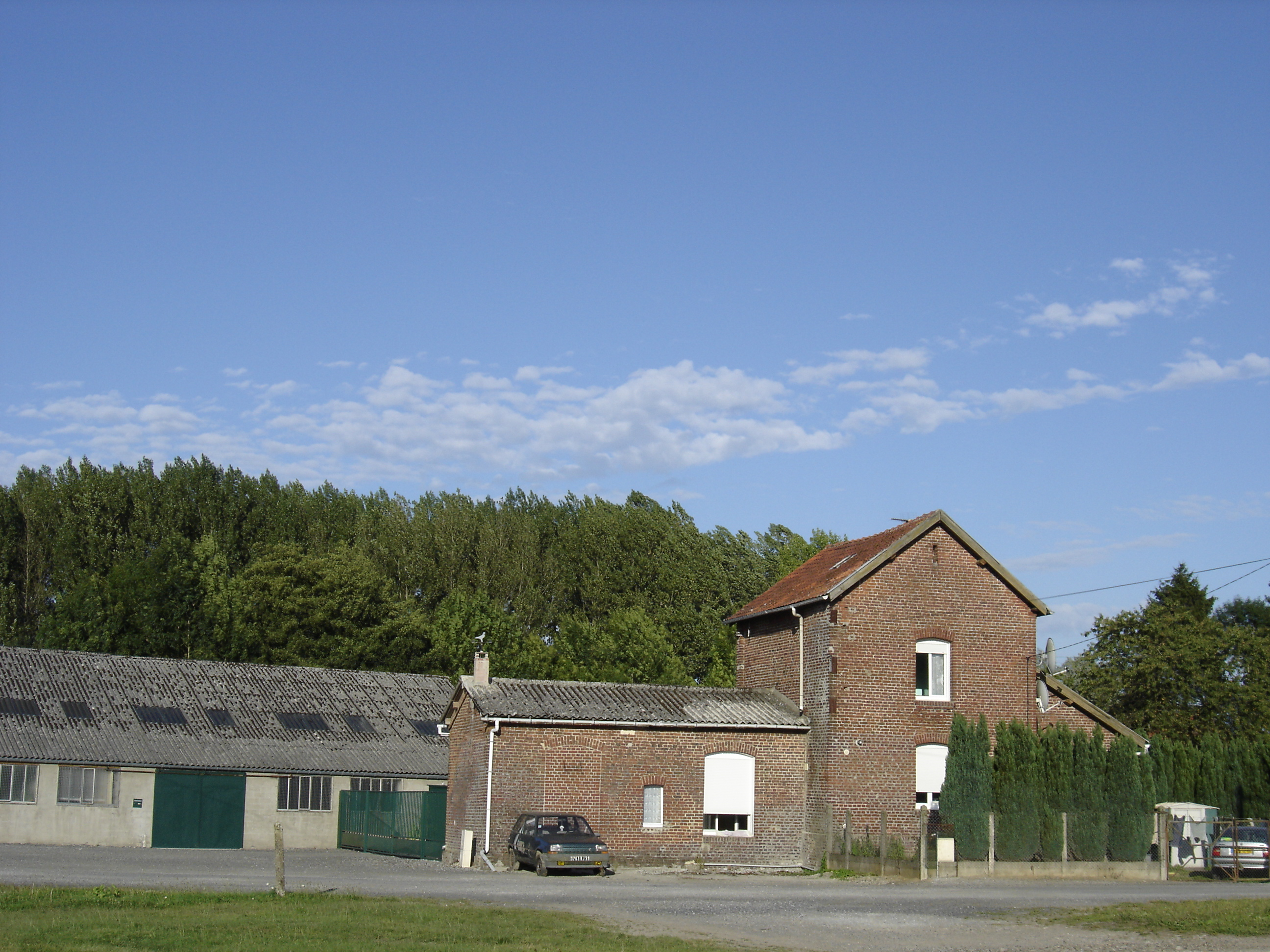
Ehemaliges Bahnhofsgebäude an der 1955 stillgelegten Bahnlinie